# كارل لاغرفيلد
كارل أوتو لاغرفيلد (بالألمانية: Karl Lagerfeld)‏ (10 سبتمبر 1933 - 19 فبراير 2019) مصمم أزياء ومصور ألماني، عُرف بكونه المدير الإبداعي لدار الأزياء الفرنسية شانيل ، وهو المنصب الذي شغله من عام 1983 حتى وفاته ، وكان أيضًا المدير الإبداعي لدار أزياء الفراء والجلود الإيطالية فندي، ولعلامة الأزياء الخاصة به.ومن أشهر وأبرز رموز عالم الموضة في العالم، وأحد رموز القرن الواحد والعشرين وهو المصمم الأول للعديد من الماركات العالمية مثل أتش أم، ودار كلوي وغيرها من الماركات العالمية. تولى رئاسة دار الأزياء شانيل التي أسستها كوكو شانيل طوال 3 عقود، وكان يقدم 8 مجموعات أزياء سنويا، وله علامة تجارية تحمل اسمه (كارل لاغرفيلد) 
مظهره يلفت الانتباه بنظارته الشمسية التي يرتديها طوال اليوم وقصت شعر ذيل الحصان، عندما سأل إذا ما كان يختبئ وراء نظارته الشمسية لكي لا تتم مراقبته ؟!
علق كارل لاغرفيلد على ذلك بقوله.
| كارل لاغرفيلد | لا أريد أن يتمكن الجميع من رؤية تعابير وجهي، لأن لدى من يعانون من قصر النظر، نظرة حزينةً نوع ما تشبه نظرة الجرو الذي يأمل تبنيه، ويتعين عليك خلع نظارتك لساعاتين أو ثلاث لكي لا يبدو شكلك كهذا، وهذا المظهر المثير للشفقة ما لا أريده حقاَ فهذا ليس الأنطباع الذي أود تركه، لانني لست هكذا. | كارل لاغرفيلد |

## نشأته
وُلد كارل لاغرفيلد في 10 سبتمبر 1933 في حي بلانكنيزا , هامبورغ ، إليزابيث (بيهلمان) ورجل الأعمال أوتو لاغرفيلد. ان والده يمتلك شركة أنتجت واستوردت الحليب المبخر ؛ بينما كان جده الأم، كارل بهلمان، سياسيًا محليًا حزب الوسط الكاثوليكي. تنتمي عائلته إلى الكنيسة الكاثوليكية القديمة. عندما التقت والدة لاغرفيلد بوالده، كانت بائعة ملابس داخلية من برلين. تزوج والديه في عام 1930.
عندما كان طفلاً، أحب كارل من عازف أمه الموسيقي البارع على الكمان والبيانو، حيث تلقى درس الموسيقى لعام واحد وبعدها اعبرت أنه غير بارع في مجال الموسيقى، من الأفضل لك أن تختم بالرسم فذلك لن يحدث ضجة ومن هنا أبدى اهتمامًا كبيرًا بالرسوم الكاركتيرية وبالفنون البصرية، وتذكر زملاء الدراسة السابقون أنه كان يصمم دائمًا رسومات «بغض النظر عما كنا نفعله في الفصل». قال لاغرفيلد للقائمين على المقابلات إنه تعلم الكثير من خلال زيارة متحف كونستهالي هامبورغ باستمرار أكثر من أي وقت مضى في المدرسة. جاء أكبر إلهام له من الفنانين الفرنسيين، وادعى أنه استمر في الدراسة فقط من أجل تعلم اللغة الفرنسية حتى يتمكن من الانتقال إلى هناك. أنهى لاغرفيلد مدرسته الثانوية في Lycée Montaigne في باريس، حيث تخصص في الرسم والتاريخ.

## الوفاة
توفي كارل لاغرفيلد في 19 فبراير 2019، أفادت تقارير صحفية أنه توفي بعد تعرضه لوعكة صحية، ظل يعاني منها طيلة الأسابيع الأخيرة من حياته. وخلال فترة مرضه، فوّت المصمم عرضين للأزياء في دار شانيل.

## قطته
إثر وفاة لاغارفيلد، نشرت تقارير إعلامية خبر توريث الأخير 3 ملايين دولار لقطته البيرمان المدللة تشوبيت، وقد رجّحت بعض الأخبار أن تستحوذ القطة على كامل الثروة البالغة زهاء الـ 198 مليون دولار. ويذكر أنها كانت هدية من إحدى عارضات الأزياء في شركة شانيل.
يذكر أن لاغارفيلد صرّح أنه، إذا سمح القانون بالزواج من الحيوانات، لتزوج تشوبيت، فهي كانت الحب الحقيقي والوحيد في حياته.

## روابط خارجية
- كارل لاغرفيلد على موقع IMDb (الإنجليزية)
- كارل لاغرفيلد على موقع الموسوعة البريطانية (الإنجليزية)
- كارل لاغرفيلد على موقع مونزينجر (الألمانية)
- كارل لاغرفيلد على موقع ألو سيني (الفرنسية)
- كارل لاغرفيلد على موقع ميوزك برينز (الإنجليزية)
- كارل لاغرفيلد على موقع أول موفي (الإنجليزية)
- كارل لاغرفيلد على موقع قاعدة بيانات الأفلام السويدية (السويدية)
- كارل لاغرفيلد على موقع إن إن دي بي (الإنجليزية)
- كارل لاغرفيلد على موقع ديسكوغز (الإنجليزية)
- كارل لاغرفيلد على موقع قاعدة بيانات الفيلم (الإنجليزية)